# Rosa 'Crown Princess Margareta'
'Crown Princess Margareta' ('AUSwinter' es el nombre del obtentor registrado), es un cultivar de rosal trepador que fue conseguido en Reino Unido en 1991 por el rosalista británico David Austin.

## Descripción
'Crown Princess Margareta' es una rosa moderna cultivar del grupo « English Rose Collection ».
El cultivar procede del cruce de planta de semillero x 'Abraham Darby'®.
Las formas arbustivas del cultivar tienen porte trepador que alcanza más de 120 a 185 cm de alto con 120 cm de ancho. Las hojas son de color verde oscuro mate de tamaño medio, follaje coriáceo.
Capullos puntiagudos, ovoides. Sus delicadas flores de color albaricoque o mezcla de albaricoque. Fragancia fuerte, con sabor a fruta, a rosa híbrido de té. El diámetro medio de 4". Rosa mediana a grande muy completa (41 +), pétalos, que se presentan principalmente solitarias, forma flor pasada de moda.
Florece de una forma prolífica, floración en oleadas a lo largo de la temporada.

## Origen
El cultivar fue desarrollado en Reino Unido por el prolífico rosalista británico David Austin en 1991. 'Crown Princess Margareta' es una rosa híbrida con ascendentes parentales de cruce de planta de semillero x 'Abraham Darby'®.
El obtentor fue registrado bajo el nombre cultivar de 'AUSwinter' por David Austin en 1991 y se le dio el nombre comercial de exhibición 'Crown Princess Margareta'™.
También se le reconoce por los sinónimos de 'AUSwinter', 'Kronprizessin Margareta' y 'P/17a/91'.
- La rosa fue creada antes de 1991 e introducida en el Reino Unido por David Austin Roses Limited (UK) en el 2000 como 'Crown Princess Margareta'.[1]
- La rosa 'Scepter'd Isle' fue introducida en la Unión Europea con la patente "European Union - Application No: 19991796 on 7 Dec 1999/Proposed denomination: AUSwinter."[1]
- La rosa 'Crown Princess Margareta' fue introducida en Estados Unidos por la David Austin Roses Limited (USA) con la patente "United States - Patent No: PP 13,484 on 21 Jan 2003/Application on 13 Nov 2000".[1]
- La rosa 'Crown Princess Margareta' fue introducida en Australia con la patente "Australia - Application No: 2001/145 on 2001".[1]
- Internal breeder code: No. 271 en el concurso del 2000 Monza Competition (Fuente: Roseto Niso Fumagalli.)

Nombrada en honor de la nieta de la reina Victoria, Crown Princess Margareta.

## Cultivo
Aunque las plantas están generalmente libres de enfermedades, es posible que sufran de punto negro en climas más húmedos o en situaciones donde la circulación de aire es limitada.
Se desarrollan mejor a pleno sol. En América del Norte son capaces de ser cultivadas en USDA Hardiness Zones 6b a 9b. La resistencia y la popularidad de la variedad han visto generalizado su uso en cultivos en todo el mundo.
Puede ser utilizado para las flores cortadas, jardín o portador guía. Vigorosa. En la poda de Primavera es conveniente retirar las cañas viejas y madera muerta o enferma y recortar cañas que se cruzan. En climas más cálidos, recortar las cañas que quedan en alrededor de un tercio. En las zonas más frías, probablemente hay que podar un poco más que eso. Requiere protección contra la congelación de las heladas invernales.

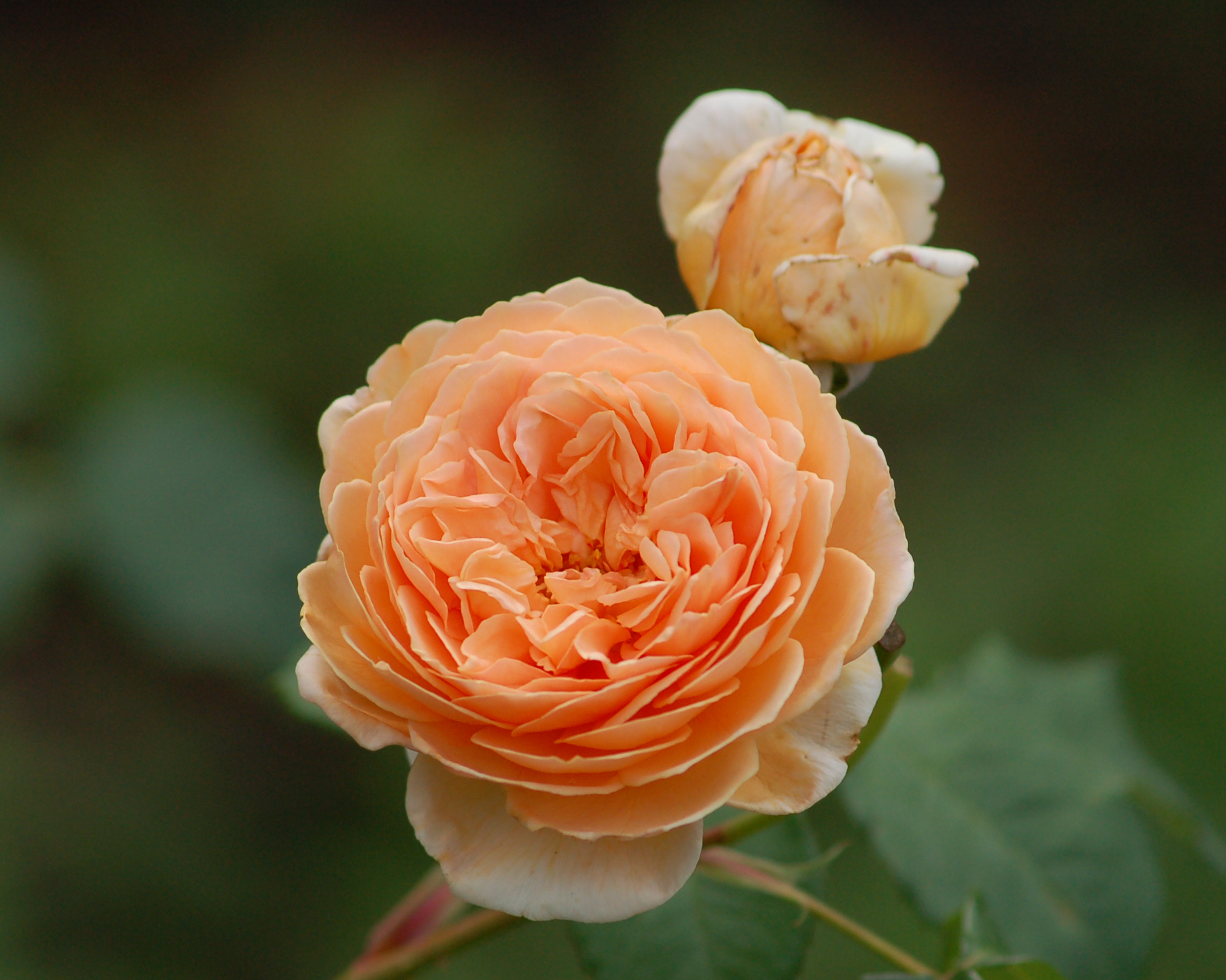
Rosa 'Crown Princess Margareta'.